# ピョートル・エフィーモヴィチ・クズネツォフ
ピョートル・エフィーモヴィチ・クズネツォフ（Пётр Ефимович Кузнецов, 1917年2月15日 - 1976年8月24日）は、ソビエト連邦の軍人。赤軍の一員として大祖国戦争（独ソ戦）に従軍し、連隊付偵察班の一員としての戦功のため、終戦までに多数の勲章等を受章し、ソ連邦英雄の1人にも数えられた。最終階級は少尉。
しかし、赤軍除隊後に勤務していた工場で殺人事件を起こし、この際の有罪判決のため、1947年にはクズネツォフが赤軍将校として得た階級および称号、勲章等が剥奪された。

## 経歴
1917年、カラガンカ村（現在のチェリャビンスク州アシンスキー地区の一部）にて生を受け、同地で初等教育を終えた。

### 大祖国戦争
1941年、キルギス・ソビエト社会主義共和国オシ市軍事委員部にて、徴兵手続きを終えて赤軍に入隊。1941年12月以降、クズネツォフは西部正面軍、ブリャンスク正面軍、ヴォロネジ正面軍、第1ウクライナ正面軍などに属し、大祖国戦争の最前線に従軍し続けた。1943年、全連邦共産党 (ボリシェヴィキ)に入党。
クズネツォフの勲章等は、そのほとんどが第167狙撃兵師団第520狙撃兵連隊付徒歩偵察小隊の一員として1943年に参加した作戦での戦功のために授与されたものである。当時、ヴァシリー・アレクセイエヴィチ・コロノフ上級中尉が小隊の指揮を執っていた。
1942年大晦日、クズネツォフ軍曹はヴォロネジ州ゼムリャンスキー地区スクリャエヴォ村に斥候班を率いて潜入し、ドイツ将校を捕虜に取り、部隊まで連れ帰った。この戦功により、勇敢メダルを受章。1943年春から夏にかけてのウクライナ・ソビエト社会主義共和国スームィ州ヴィツィツァを巡る戦いでも、重要な情報を握るドイツ将校の拉致を2度指揮し、成功させている。1943年4月30日、クズネツォフ班は敵の弾薬庫および掩蔽壕の爆破に成功した。これにより敵兵11人を殺害、1人を捕虜とした。この戦功により、赤星勲章を受章。7月6日、クズネツォフ班は再びドイツ軍陣地を襲撃し、掩蔽壕および機銃陣地を破壊、ドイツ兵4人と将校1人を捕虜とした。この戦功により、祖国戦争勲章を2度受章した。
1943年秋、ドニエプル川の戦いおよびキエフの戦いに参加することとなる。同年10月26日夜から10月27日未明にかけて、クズネツォフを含む徒歩偵察小隊はコロノフの指揮のもとドニエプル川を渡り、ヴィーシュホロド近くの敵後方に潜伏、数時間に渡って敵情の監視および報告を行った。10月28日、第520狙撃兵連隊がドニエプル川を超え、ヴィーシュホロドを巡る戦いが始まった。この際、徒歩偵察小隊はドイツ軍の迫撃砲陣地を襲撃し、ドイツ兵らを皆殺しにした後に迫撃砲を鹵獲、これを用いて敵を砲撃し、撤退せしめた。この迫撃砲は部隊へと届けられた。1943年11月、クズネツォフはキエフ解放のための戦いに参加する。
1944年1月10日、ソビエト連邦最高会議による指令に基づき、クズネツォフ軍曹の「ファシスト・ドイツの侵略に対する闘争において、勇敢および英雄的行いのもと示された戦闘任務の模範的実行」に対し、ソ連邦英雄の称号が贈られ、同時にレーニン勲章、金星章（2452号）を受章した。1944年4月以降、クズネツォフ少尉は第520連隊付徒歩偵察小隊長を務めた。1944年7月に負傷し、10月までスームィ軍病院にて療養。その後、前線に復帰することはなく、ハリコフ軍管区予備隊に配属された。

### 戦後
終戦後、北部軍集団の一員として、ヴロツワフの第2司令部付勤務局（военной комендату № 2）にて司令部付勤務員（他国の憲兵に相当）を務める。1945年9月30日、健康上の理由から赤軍を退役した。
除隊後はスームィに暮らし、現地の砂糖工場で警備主任に採用された。しかし、上司である工場長と口論となった際、復員兵という立場を侮辱するだけでなく、「胸に鉄屑なんぞをジャラジャラぶら下げやがって」（«понавешал железяк на грудь»）という彼の受章した多数の勲章までをも嘲る言葉を浴びせられ、激高したクズネツォフは私物のピストルを3発発砲し、工場長を殺害した。1947年、クズネツォフはウクライナ・ソビエト社会主義共和国刑法第138条が定める意図的な殺人について有罪判決を受け、労働収容所での懲役10年が言い渡された。1951年7月5日、ソビエト連邦最高会議の指令に基づき、クズネツォフからソ連邦英雄の称号と勲章等が剥奪された。
1954年に釈放された後はアルハンゲリスク州ヴェルフナヤ・トイマ村に暮らし、火夫として働いた。当局に対し名誉回復のための申し立ても行ったが拒否されている。1976年に退職し、以後は妻の実家があるスームィ州コノトプに暮らした。同年8月24日に死去し、妻の一族の墓があるメリニャにて埋葬された。